# 向上寺

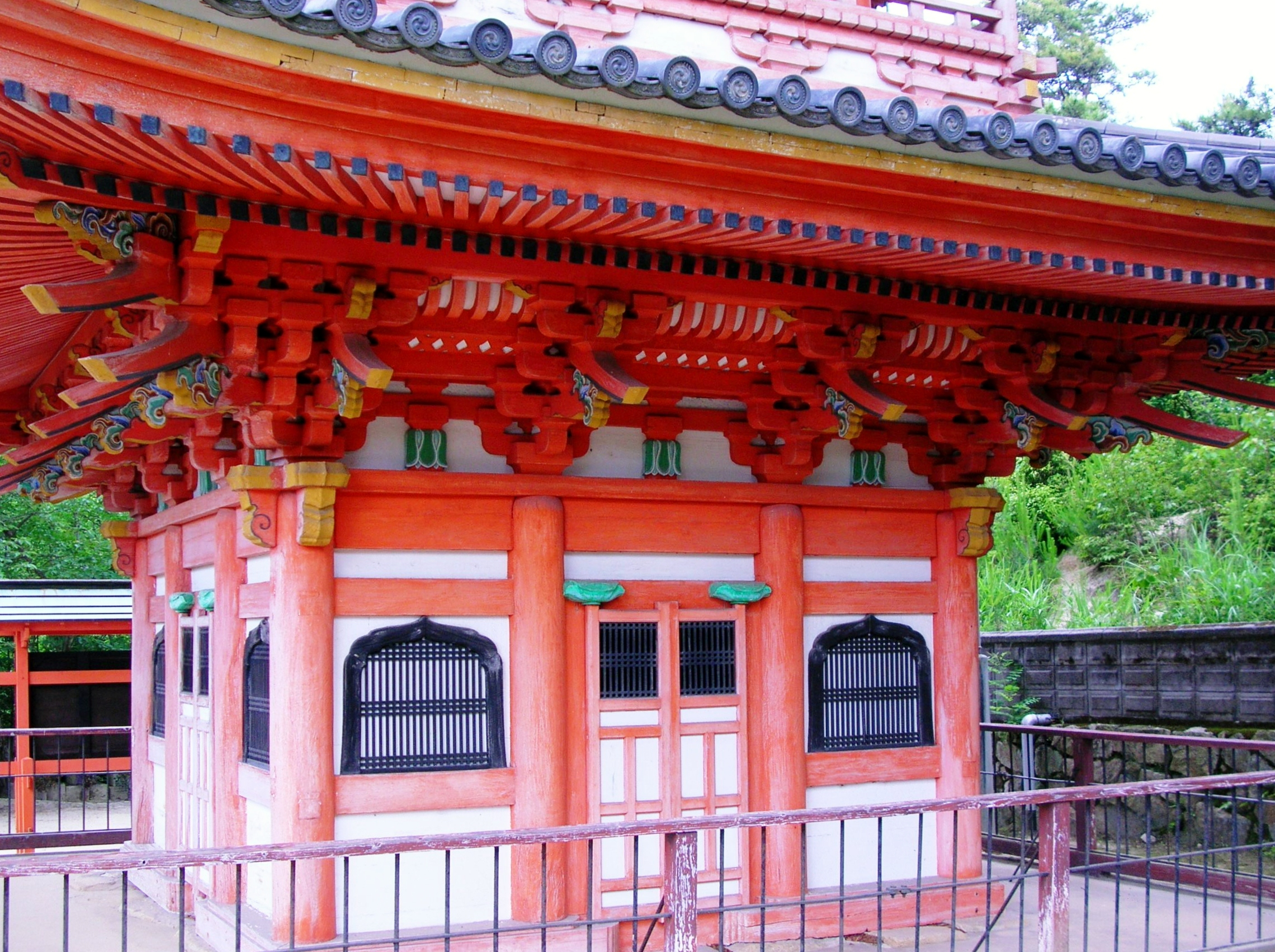
三重塔の初層。桟唐戸、花頭窓、頭貫の木鼻、扇垂木などに禅宗様の特色がみられる。

向上寺（こうじょうじ）は、広島県尾道市にある曹洞宗の寺院。山号は潮音山。本尊は釈迦如来。中国三十三観音霊場第十一番。

## 歴史
この寺は、1403年（応永10年）生口守平の開基、愚中周及の開山により臨済宗の寺院として創建されたのに始まり、向上庵と号した。1432年(永享4年)には生口氏所縁と推察される信元と信昌を造塔本願檀那として三重塔(国宝)が建立されている。1444年(文安元年)向上寺は仏通寺とともに将軍・足利義政により将軍祈願所となる。一旦衰退したが、江戸時代に入り1609年（慶長14年）関的が入寺して再興し、曹洞宗に改められた。寺請制度の江戸時代はその制度下にあった家が少なく、末寺の支援と近在の商人による寄進で成り立っていたが、明治以降再建本堂の焼失、各堂宇の解体が進み、昭和中ごろの真宗寺院旧材流用の仮本堂の解体後は、山門・鐘堂・庫裡にとどまり創建時代から残る建物は国宝の三重塔のみであったが、2010年(平成22年)に本堂が再建された。

## 本尊
聖観世音菩薩座像、旧来は秘仏であったが、本堂再建に伴い公開された。様式は宝冠如来像であり、本来は宝冠釈迦如来として祀られていたものとおもわれる。江戸期に蓮華座などが修繕された際にはすでに観世音菩薩として信仰の対象であった。

## 文化財
- 国宝
  - 三重塔　1432年(永享4年)建立、建立年が明確で特色ある手法による禅宗寺院の塔建築として特筆されることにより推薦・指定を受けた。
- 広島県指定重要文化財
  - 銅鐘　1555年(天文24年)鋳造[2]、生口隆平の銘があり1599年(慶長4年)建立の鐘堂に再掲の追銘がある。

## 隣の札所
中国三十三観音霊場
10 千光寺 -- 11 向上寺 -- 12 佛通寺